# João Asen IV da Bulgária
João Asen (em búlgaro:  Иван Асен - Ivan Asen) foi um príncipe búlgaro, terceiro filho do imperador João Alexandre com sua primeira esposa Teodora da Valáquia.

## História
João nasceu em 1326 e pouco se sabe sobre ele. Em 1337, ele foi nomeado co-imperador juntamente com o irmão João Esracimir. No décimo-oitavo ano do reinado do pai - 1349 - ele e suas tropas enfrentaram um exército otomano com 20 000 soldados sob o comando do irmão mais velho de Murade I, Suleiman. Travou-se então um combate feroz entre búlgaros e turcos nas redondezas de Sófia. De acordo com uma crônica búlgara anônima, "os turcos mataram Asen e uma grande quantidade de búlgaros"; as crônicas búlgaras contam ainda que "muitos janízaros pereceram" na batalha, o que demonstra que a batalha provocou pesadas baixas de ambos os lados. É provável que, apesar das perdas, os búlgaros tenham tido sucesso em expulsar os otomanos, pois a próxima invasão só se deu seis anos depois, em 1355, quando, na Batalha de Ihtiman, os otomanos conseguiram matar o irmão mais velho de João, Miguel Asen.
João se casou com uma princesa valáquia e teve duas filhas.